# Como le digo
«Como le digo» es una canción y sencillo del cantante de trap argentino Khea, lanzada el 6 de abril de 2018.